# Igreja da Ordem Terceira do Carmo (Rio de Janeiro)
A Igreja da Venerável e Arquiepiscopal Ordem Terceira de Nossa Senhora do Monte do Carmo ou, simplesmente, Igreja da Ordem Terceira do Carmo, é uma igreja católica localizada na Praça XV, no Centro da cidade do Rio de Janeiro, no Brasil. À sua esquerda, se localiza a Igreja de Nossa Senhora do Carmo da Antiga Sé. 

## História e Arte
A Ordem Terceira do Carmo funcionava no Rio de Janeiro desde o século XVII, ocupando uma capela próxima ao Convento do Carmo. A Ordem decidiu-se pela construção de uma nova igreja em 1752. O projeto é atribuído ao português Manuel Alves Setúbal, também construtor do edifício, com planta modificada por frei Xavier Vaz de Carvalho. As obras se estenderam de 1755 a 1770, ficando as torres inacabadas. As torres atuais, com suas cúpulas bulbosas cobertas de azulejos, só seriam construídas entre 1847 e 1850 pelo arquiteto Manuel Joaquim de Melo Corte Real, professor de desenho da Academia Imperial de Belas Artes.

### Fachada
A fachada da Igreja da Ordem Terceira do Carmo é muito elegante, com belos portais, janelões e com um frontão contracurvado típico do barroco. A fachada é única entre as igrejas coloniais do Rio de Janeiro por ser totalmente revestida com pedra, sem o contraste entre a cantaria e o reboco branco, característica da maioria das igrejas coloniais brasileiras. A fachada de pedra, assim como o perfil dos janelões, colunas e portais da fachada, são influência da arquitetura lisboeta da época pombalina. O uso das fachadas totalmente em pedra não se firmou no Rio, possivelmente pelo fato de a pedra carioca ser demasiadamente escura.

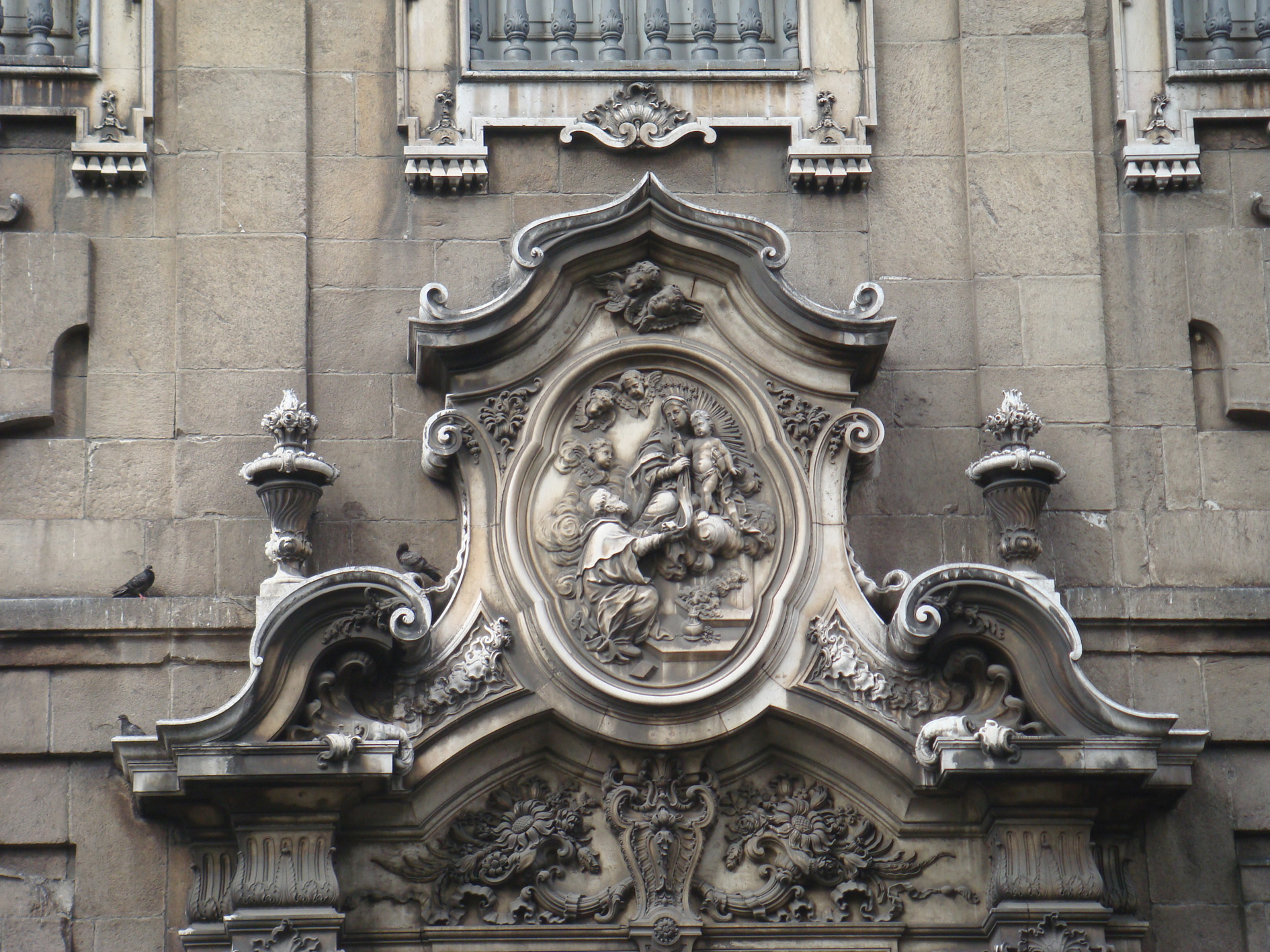
Detalhe do portal principal‎, trazido de Lisboa em 1761. O medalhão mostra são Simão Stock recebendo o escapulário das mãos da Virgem do Carmo, que carrega, no colo, o Menino Jesus.

Os portais principal e lateral da igreja, em pedra de lioz portuguesa e contendo medalhões com a Virgem e o Menino, são magníficos. Foram encomendados a escultores lisboetas e instalados em 1761. São considerados os melhores do tipo no Rio de Janeiro.

### Interior
A igreja é de nave única com corredores laterais com capelas laterais e capela-mor retangular. A talha dourada da igreja, de feição rococó, é muito valiosa. A decoração interna começou em 1768 com o entalhador Luiz da Fonseca Rosa, que, a partir de 1780, foi auxiliado por Valentim da Fonseca e Silva (o Mestre Valentim). Mestre Valentim trabalharia na igreja até 1800. A Capela do Noviciado, construída à direita da capela-mor, é revestida por belíssima talha rococó de Mestre Valentim, uma de suas obras-primas, esculpida entre 1772 e 1773. As telas da capela são obra do pintor colonial Manuel da Cunha.
Entre 1829 e 1855, as paredes da nave foram preenchidas com talha pelo escultor Antônio de Pádua e Castro, o que deu, ao interior, um aspecto mais homogêneo. Também no século XIX se abriu uma pequena cúpula sobre a capela-mor para permitir a entrada de luz.